# Comté de Hants

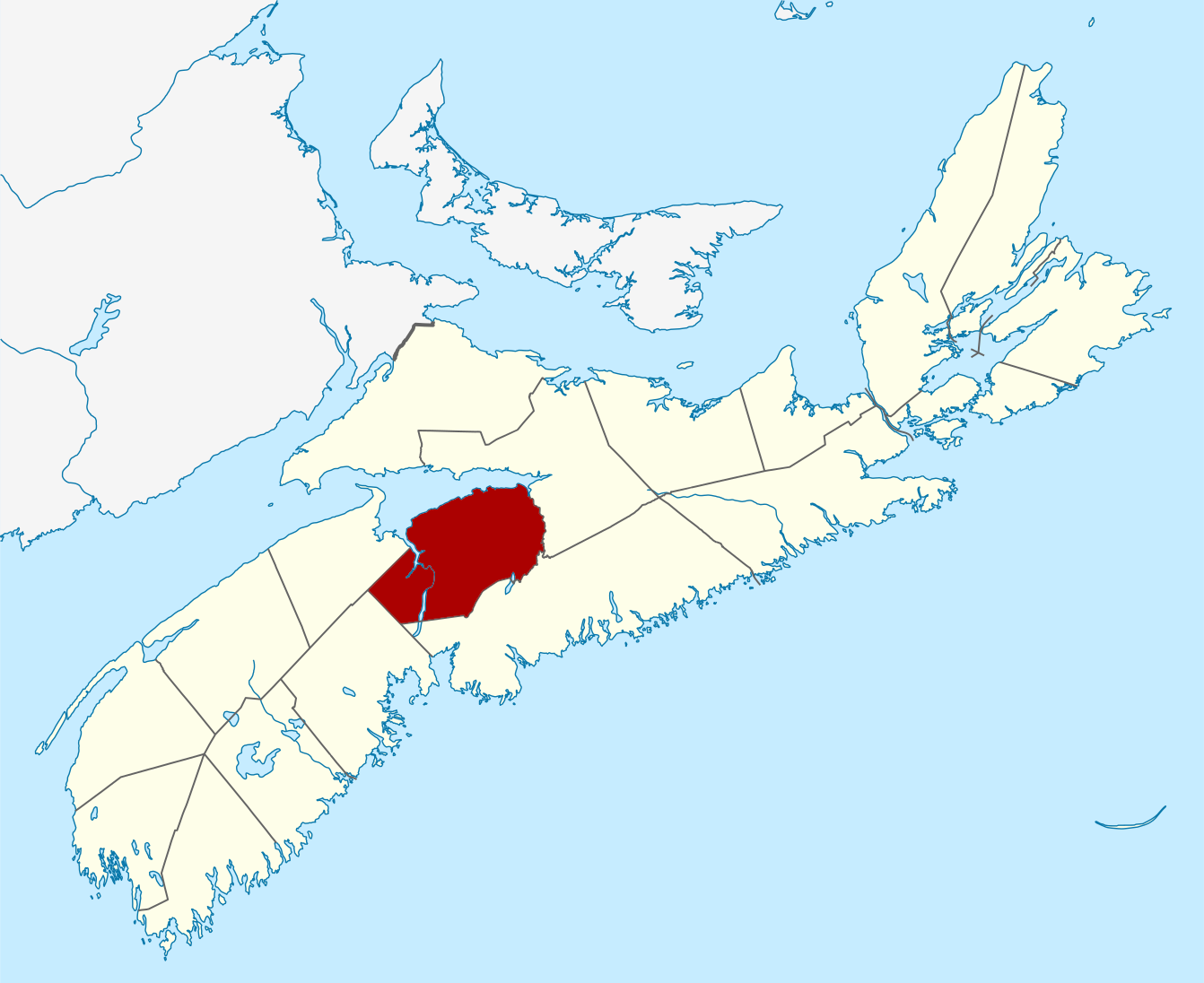
Localisation du comté de Hants

Le comté de Hants est un comté canadien situé dans la province de la Nouvelle-Écosse.

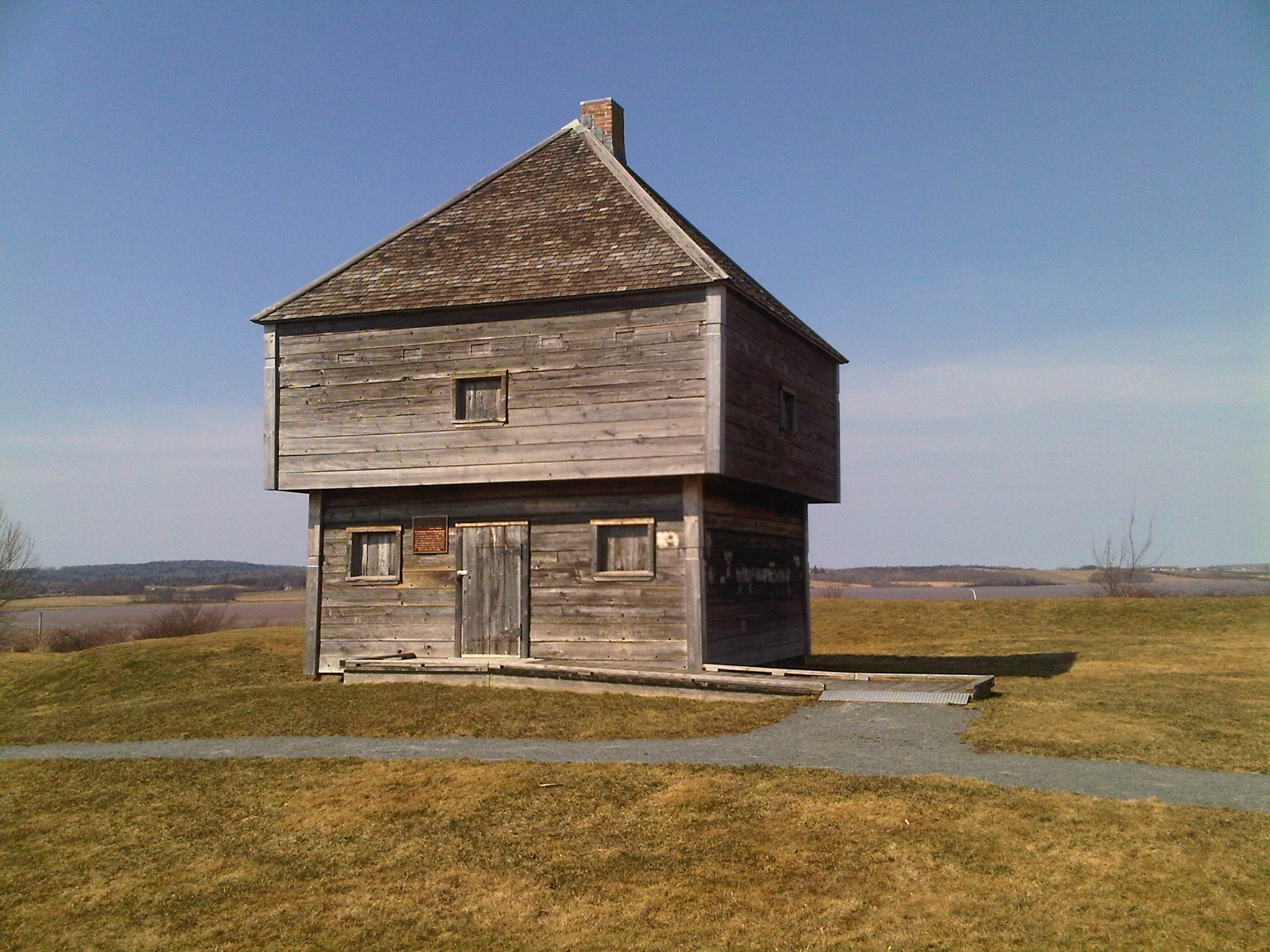
Fort Edward (construit en 1750). Le plus ancien blockhaus en Amérique du Nord.

## Démographie
| 2001   | 2006   | 2011   | 2016   |
| ------ | ------ | ------ | ------ |
| 40 513 | 41 182 | 42 304 | 42 558 |